# شركة خدمات القطاع النفطي
شركة خدمات القطاع النفطي هي إحدى الشركات التابعة لمؤسسة البترول الكويتية، تأسست عام 2005 برأس مال 75 مليون دينار كويتي. و تهدف الشركة إلى :
- تقديم الخدمات البترولية المساندة بما فيها أعمال البناء وإقامة و تركيب وصيانة الأجهزة.
- توفير الخدمات الاجتماعية والصحية للعاملين في القطاع النفطي.
- توفير خدمات الأمن والسلامة لأصول الشركات النفطية.
- توفير الخدمات اللازمة لإسكان العاملين ولمدينة الأحمدي.
- توفير الخدمات الاستشارية وتوريد العمالة المتخصصة.

و تنقسم الشركة إلى أربع إدارات رئيسية:
- دائرة الخدمات المساندة للأمن: و تقوم بتدريب رجال الأمن، وإنشاء و صيانة منظومة متكاملة للأمن ككاميرات المراقبة وبناء الأسوار الأمنية.
- دائرة الخدمات المساندة للإطفاء: تقوم بتدريب رجال الإطفاء وتوفير المعدات اللازمة، وتقوم الدائرة بإدارة مركز إدارة الأزمات.
- دائرة الموارد البشرية
- دائرة الخدمات العام: تقوم بتوفير وسائل النقل ومكاتب العمل، وتوريد ملابس رجال الإطفاء